# ダニエル・ジョンソン (野球)
ダニエル・ジョンソン・ジュニア（Daniel Johnson Jr., 1995年7月11日- ）は、アメリカ合衆国カリフォルニア州ヴァレーホ出身のプロ野球選手（外野手）。左投左打。MLBのボルチモア・オリオールズ所属。

## 経歴

### プロ入りとナショナルズ傘下時代
2016年のMLBドラフト5巡目（全体154位）でワシントン・ナショナルズから指名され、プロ入り。契約後、傘下のA-級オーバーン・ダブルデイズでプロデビュー。62試合に出場して打率.265、1本塁打、14打点、13盗塁を記録した。
2017年はA級ヘイガーズタウン・サンズで開幕を迎え、シーズン途中にA+級ポトマック・ナショナルズに昇格。2球団合計で130試合に出場して打率.298、22本塁打、72打点、22盗塁を記録した。
2018年はルーキー級ガルフ・コーストリーグ・ナショナルズとAA級ハリスバーグ・セネターズでプレーし、2球団合計で96試合に出場して打率.269、7本塁打、35打点、22盗塁を記録した。

### インディアンス時代
2018年11月30日にヤン・ゴームズとのトレードで、ジェフリー・ロドリゲスと共にクリーブランド・インディアンスへ移籍した。
2019年は傘下のAA級アクロン・ラバーダックスとAAA級コロンバス・クリッパーズでプレーし、2球団合計で123試合に出場して打率.290、19本塁打、77打点、12盗塁を記録した。活躍が評価され、オールスター・フューチャーズゲームのアメリカンリーグ選抜に選出された。オフの11月20日に40人枠に登録された。
2020年はインディアンスの開幕ロースターに名を連ね、7月25日のカンザスシティ・ロイヤルズ戦でメジャーデビュー。「6番・右翼手」で先発出場し、3打数無安打だった。この年は5試合に出場して打率.083だった。
2021年は30試合に出場して打率.221、4本塁打、5打点、1盗塁を記録した。オフの11月19日にDFAとなり、24日にマイナー契約でAAA級コロンバスへ配属された。

### メッツ傘下時代
2022年5月25日に金銭トレードでニューヨーク・メッツへ移籍し、その日のうちにAAA級シラキュース・メッツに配属された。ただ、ここではメジャーに昇格することは出来ず、7月22日に自由契約となった。

### ナショナルズ傘下時代
2022年7月30日にワシントン・ナショナルズとマイナー契約を結び、同日中にAAA級ロチェスター・レッドウィングスに配属された。ここでもメジャーに昇格することは出来ず、オフの11月10日にFAとなった。

### パドレス傘下時代
2023年2月26日にサンディエゴ・パドレスとマイナー契約を結び、AA級サンアントニオ・ミッションズに配属され、8月22日にAAA級エルパソ・チワワズに昇格した。この年も年間を通してマイナーで過ごした為、メジャーに昇格することは一度も無かった。オフの11月6日にFAとなった。

### オリオールズ時代
2024年1月23日にボルチモア・オリオールズとマイナー契約を結び、同日中にAAA級ノーフォーク・タイズに配属された。9月21日にコービー・メイヨと入れ替わる形で3年ぶりにメジャーに昇格したが、翌22日にジョーダン・ウェストバーグとラモン・ウリアスの復帰に伴って、リバン・ソトと共にAAA級ノーフォークに降格した。オフの10月31日にバーチ・スミスと共にFAとなった。結局、この年メジャーでは1試合に出場したのみであった。

### ジャイアンツ時代
2025年4月17日にリーガ・メヒカーナ・デ・ベイスボル（メキシカンリーグ）のカリエンテ・デ・ドゥランゴと契約を結んでいたが同月30日に自由契約となり、5月2日にサンフランシスコ・ジャイアンツとマイナー契約を結んで、その日のうちにAAA級サクラメント・リバーキャッツに配属された。6月17日にメジャー契約を結びアクティブ・ロースター入りした。
同年8月8日、40人枠から外れ、DFAとなった。

### オリオールズ復帰
2025年8月11日、ウェイバー公示を経て、ボルチモア・オリオールズに移籍した。翌12日のシアトル・マリナーズ戦に出場した。

## 詳細情報

### 年度別打撃成績
| 年 度    | 球 団    | 試 合 | 打 席 | 打 数 | 得 点 | 安 打 | 二 塁 打 | 三 塁 打 | 本 塁 打 | 塁 打 | 打 点 | 盗 塁 | 盗 塁 死 | 犠 打 | 犠 飛 | 四 球 | 敬 遠 | 死 球 | 三 振 | 併 殺 打 | 打 率 | 出 塁 率 | 長 打 率 | O P S |
| -------- | -------- | ----- | ----- | ----- | ----- | ----- | -------- | -------- | -------- | ----- | ----- | ----- | -------- | ----- | ----- | ----- | ----- | ----- | ----- | -------- | ----- | -------- | -------- | ----- |
| 2020     | CLE      | 5     | 13    | 12    | 0     | 1     | 0        | 0        | 0        | 1     | 0     | 0     | 0        | 0     | 0     | 1     | 1     | 0     | 5     | 0        | .083  | .154     | .083     | .237  |
| 2021     | CLE      | 30    | 81    | 77    | 9     | 17    | 0        | 0        | 4        | 29    | 5     | 1     | 0        | 0     | 0     | 4     | 0     | 0     | 27    | 0        | .221  | .259     | .377     | .636  |
| 2024     | BAL      | 1     | 1     | 1     | 1     | 0     | 0        | 0        | 0        | 0     | 0     | 0     | 0        | 0     | 0     | 0     | 0     | 0     | 0     | 0        | .000  | .000     | .000     | .000  |
| MLB：3年 | MLB：3年 | 36    | 95    | 90    | 10    | 18    | 0        | 0        | 4        | 30    | 5     | 1     | 0        | 0     | 0     | 5     | 1     | 0     | 32    | 0        | .200  | .242     | .333     | .575  |

- 2024年度シーズン終了時

### 年度別守備成績
| 年 度 | 球 団 | 左翼（LF） | 左翼（LF） | 左翼（LF） | 左翼（LF） | 左翼（LF） | 左翼（LF） | 右翼（RF） | 右翼（RF） | 右翼（RF） | 右翼（RF） | 右翼（RF） | 右翼（RF） |
| 年 度 | 球 団 | 試 合      | 刺 殺      | 補 殺      | 失 策      | 併 殺      | 守 備 率   | 試 合      | 刺 殺      | 補 殺      | 失 策      | 併 殺      | 守 備 率   |
| ----- | ----- | ---------- | ---------- | ---------- | ---------- | ---------- | ---------- | ---------- | ---------- | ---------- | ---------- | ---------- | ---------- |
| 2020  | CLE   | 1          | 1          | 0          | 0          | 0          | 1.000      | 4          | 1          | 0          | 0          | 0          | 1.000      |
| 2021  | CLE   | 9          | 11         | 1          | 1          | 0          | .923       | 19         | 29         | 2          | 1          | 1          | .969       |
| 2024  | BAL   | -          | -          | -          | -          | -          | -          | 1          | 1          | 0          | 0          | 0          | 1.000      |
| MLB   | MLB   | 10         | 12         | 1          | 1          | 0          | .929       | 24         | 31         | 2          | 1          | 1          | .971       |

- 2024年度シーズン終了時

### 記録
MiLB
- オールスター・フューチャーズゲーム選出：1回（2019年）

### 背番号
- 23（2020年 - 2021年）
- 53（2024年9月16日）
- 56（2025年6月 - ）